# Pancir-S1
Pancir-S1 (rus. Панцирь-С1, NATO-va oznaka SA-22 Greyhound) je ruski raketni sustav PZO s raketama zemlja-zrak kombiniranog kratkog i srednjeg dometa. Sustav se temelji na SA-19/SA-N-11 i predstavlja najnoviju tehnologiju protuzračne obrane.
Godine 1993. vojska Ruske Federacije uvela je u naoružanje samovozni protuzračni sustav Pancir-S1, u biti usavršenu i kontejniziranu inačicu sustava Tunguska. Pancir je mješoviti (hibridni) topničko-raketni sustav koji ujedinjuje rakete zemlja-zrak, dva topa kalibra 30 mm, motrilački i ciljnički radar te elektrooptički blok za nadzor i upravljanje paljbom. Sustav je postavljen na kamion URAL 5223.4 kategorije 10 tona i konfiguracije 8x8.
Kako je sustav izveden u kontejneziranom obliku može se jednostavno postaviti i na neko drugo podvozje, npr. tijelo oklopnog transportera ili na manje brodove. Dok je Tunguska, koja je na podvozju oklopnog gusjeničara, namijenjena uglavnom protuzračnoj obrani oklopnih i oklopno-mehaniziranih postrojbi pa je zbog toga smještena na gusjeničaru velike prohodnosti, osnovna namjena Pancira je zaštita važnih točaka kao što su aerodromi, zapovjedna mjesta, komunikacijska središta itd. Zamišljen je za obranu od zrakoplova, helikoptera, krstarećih raketa, bespilotnih letjelica i vođenih bombi.
Pancir može djelovati i protiv površinskih ciljeva kao što su tenkovi, oklopni transporteri, borbena vozila pješaštva i sl. Sustav je osmišljen u Instrumentalno projektnom uredu iz Tule (KBP Tula), a proizvodi se u Uljanovsku. Zbog svoje mješovite raketno-topničke konfiguracije Pancir je učinkovitiji u odnosu na svoje ili samo topničke ili samo raketne konkurente sustava PZO. Proizvođač navodi kako je zbog višespektralnog radarskog i optičkog sustava koji radi na decimetarskom, centimetarskom, milimetarskom i infracrvenom (toplinskom) valnom području, Pancir gotovo potpuno otporan na ometanje.

### Unutarnje poveznice
- S-300
- Roland (rakete)

### Zajednički poslužitelj
|  | Zajednički poslužitelj ima stranicu o temi Pantsir-S1    |
|  | Zajednički poslužitelj ima još gradiva o temi Pantsir-S1 |